# 巴尔达柳尔
巴尔达柳尔，是西班牙阿拉贡自治区萨拉戈萨省的一个市镇。 总面积27平方公里，总人口284人（2001年），人口密度11人/平方公里。